# Rubjerg Knude

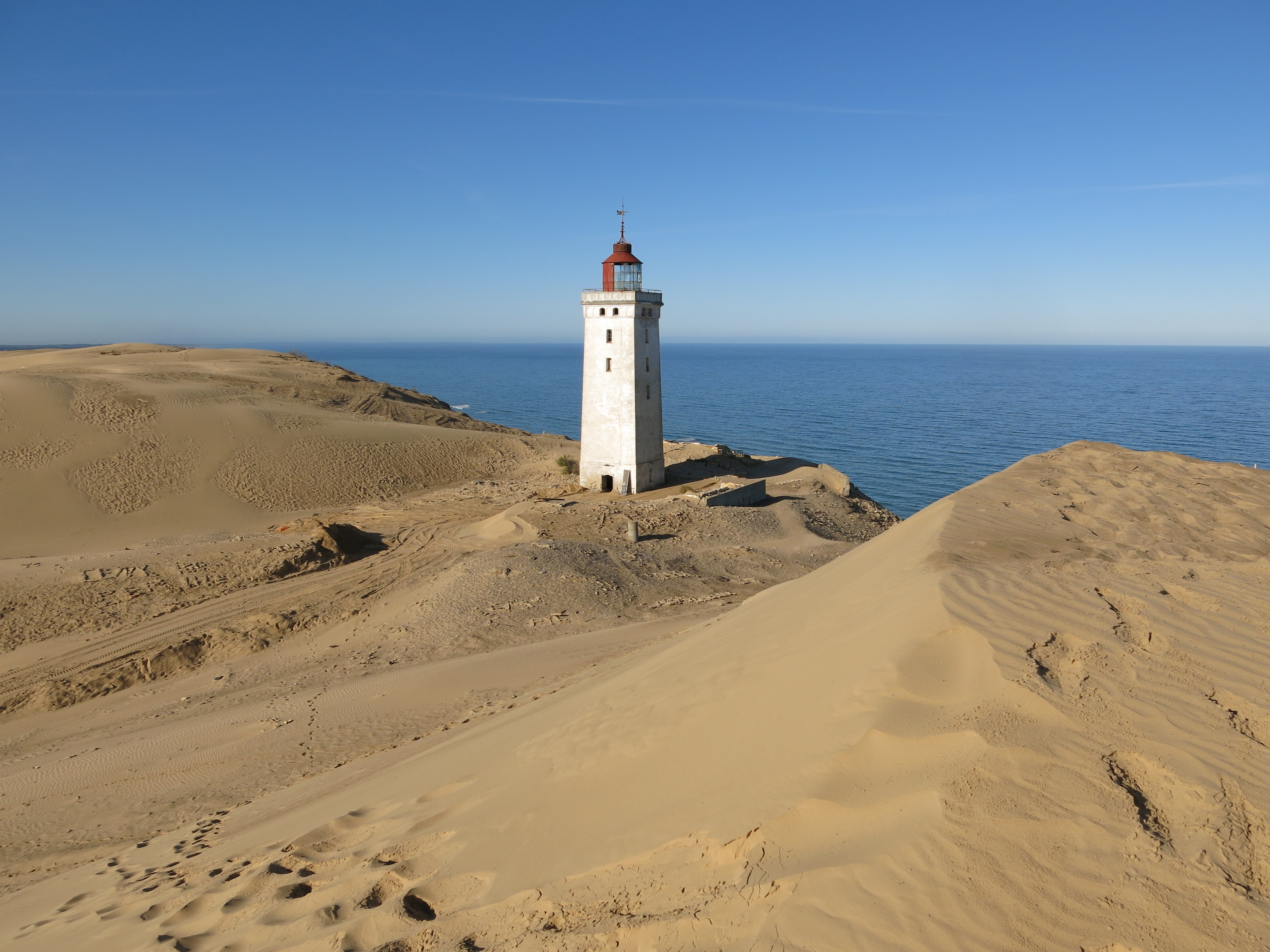
Düne und Leuchtturm von Rubjerg Knude, 2015

Die Rubjerg Knude (dänisch knude: Erhebung) ist eine Wanderdüne zwischen Lønstrup und Løkken (Kommune Hjørring). Das Natura 2000-Schutzgebiet bildet eine eindrucksvolle Naturschönheit Jütlands.

## Wanderdüne

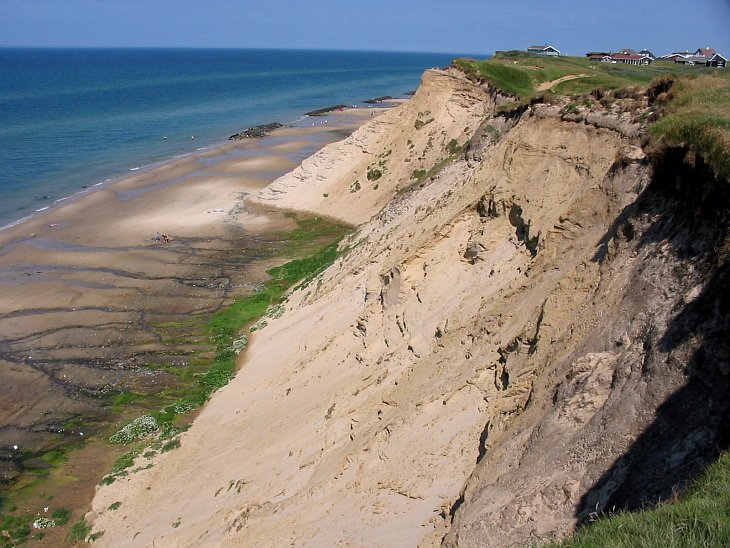
Steilküste nördlich von Rubjerg Knude

Die Kliffküste zwischen Lønstrup und Løkken wird auf rund 15 km von eiszeitlichen Sandablagerungen mit bis zu 50 m Höhe über dem Meeresspiegel gebildet. Durch Erosion wird sie mit einer Geschwindigkeit von mehreren Metern pro Jahr abgetragen, es bildet sich eine Lønstrup Klint genannte Steilküste mit vorgelagertem Sandstrand wechselnder Breite.
Die Rubjerg Knude bildet den höchsten Punkt der Steilküste von Lønstrup. Sie erreicht eine Länge von bis zu 1900 m und eine Breite von bis zu 400 m. Rubjerg Knude selbst hat eine Höhe von gut 70 m. Die oberen 20 bis 25 m bestehen aus Flugsand. Darunter liegt eine bis zu 50 m hohe Steilküste, die aus eiszeitlichen Ablagerungen aufgebaut ist, mit einem für Dänemark einzigartigen Beispiel isostatisch aufgeschuppter Schollen.
Die Düne erstreckt sich in Nord-Süd-Richtung und fällt zum Meer hin steil ab. Zu den 50 m des Küstenkliffs hat der Wind in den vergangenen Jahrzehnten den durch die Erosion losen Sand um weitere 50 m aufgehäuft, so dass sie mit bis zu 100 m Höhe eine der größten Wanderdünen Europas ist. Die größte Wanderdüne Europas ist die Dune du Pyla in Frankreich.

## Leuchtturm

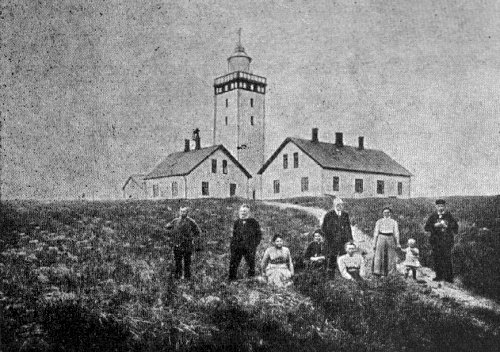
Der Leuchtturm im Jahre 1912

Am 27. Dezember 1900 wurde an der Küste von Rubjerg hinter einer damals nur zwei bis drei Meter hohen Düne das Fyr, der 23 m hohe Leuchtturm, zusammen mit vier Nebengebäuden (den Wärterhäuschen) eingeweiht. Er sandte alle halbe Minute einen langen weißen Lichtstrahl und anschließend zwei kurze Blitze aus. Dieses Signal konnte bis zu 42 km weit wahrgenommen werden.

## Strandfogedgården
1980 eröffnete Vendsyssel Historiske Museum in den Räumen der ehemaligen Leuchtturmwärterwohnung ein Sand- und Flugsand-Museum. Es musste wegen der Versandung zum 31. August 2002 geschlossen werden.
Von 2007 bis 2009 wurde eine neue Ausstellung zur Natur- und Kulturgeschichte von Rubjerg Knude in der Alten Strandvogtei (Strandfogedgården) erarbeitet. Sie ist im Juli und August täglich (außer montags) geöffnet. Die Strandvogtei liegt an der Hauptstraße Rubjergvej, etwa zwei Kilometer südlich vom Parkplatz zur Wanderdüne.

## Rubjerg Kirke

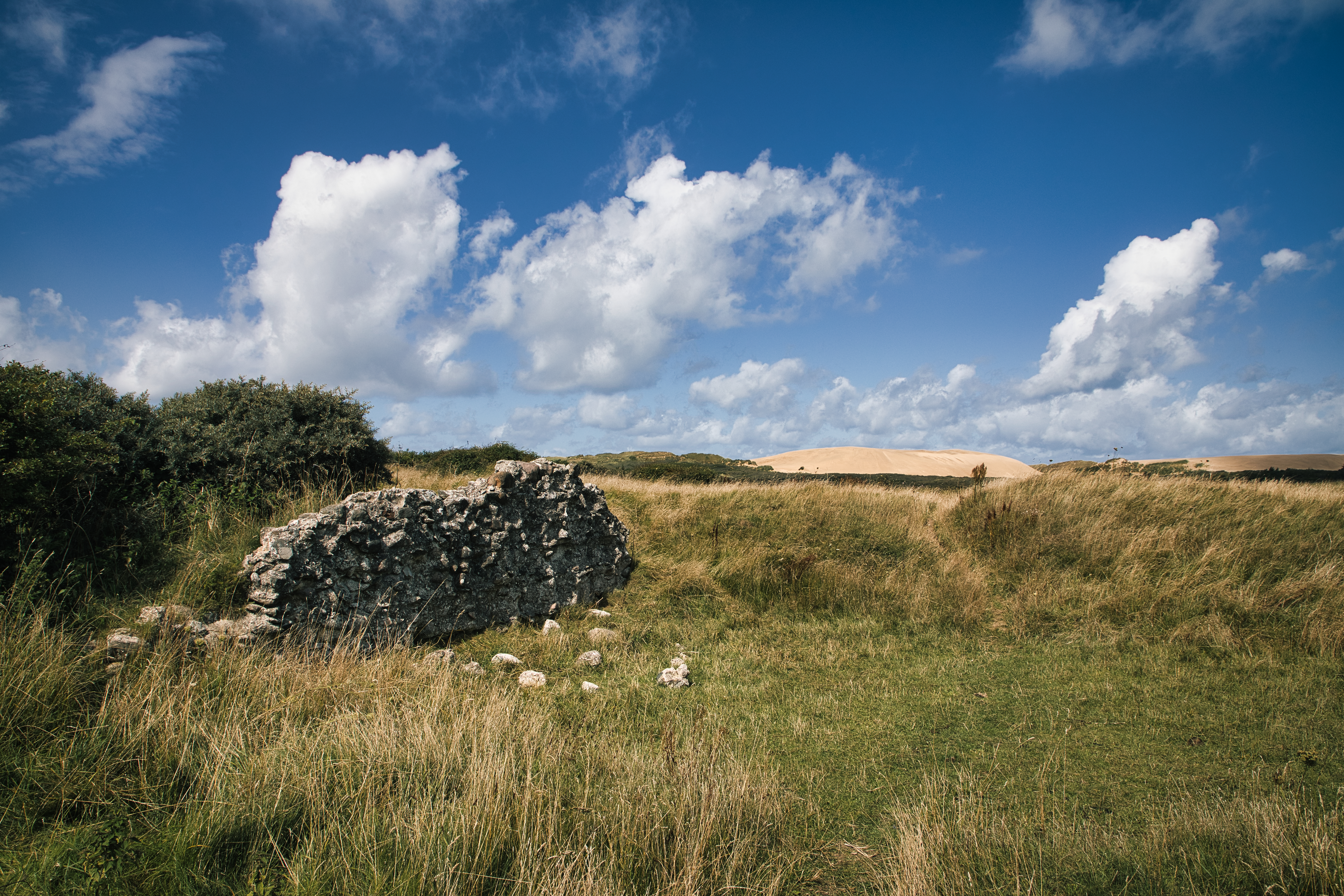
Der Rubjerg Gamle Kirkegård 2021

Auch die Kirche von Rubjerg, rund einen Kilometer südlich des Leuchtturms, war von den Veränderungen der Küste betroffen. Schon Anfang des 20. Jahrhunderts hatte sich an der Kirche Rubjerg Flugsand bis zu vier Meter hoch abgelagert. Die Gemeinde beschloss daraufhin 1906, das Gotteshaus zu schließen, und ließ eine neue Kirche weiter landeinwärts errichten.

## Sport
Die Düne und die angrenzende Steilküste ist ein beliebtes Gebiet für Gleitschirm- und Drachenflieger. Die regelmäßigen Seewinde bieten trotz der relativ geringen Höhe gute Startbedingungen und ziehen viele Sportler auch aus den Nachbarländern an.